# Підгрушна Олена Михайлівна
Олена Михайлівна Підгрушна (у 2021—2024 роках носила прізвище Білосюк; нар. 9 січня 1987, Легниця, Нижньосілезьке воєводство, Польща) — українська біатлоністка, заслужений майстер спорту України, чемпіонка Олімпійських ігор у Сочі, чемпіонка світу, 5-разова чемпіонка Європи, переможниця і призерка етапів Кубка світу з біатлону. З 25 березня 2014 по 8 квітня 2015 — заступниця Міністра молоді та спорту України.
Повний кавалер ордена княгині Ольги, лауреатка Премії Кабінету Міністрів України за особливі досягнення молоді у розбудові України (2009).

## Життєпис
Народилася 9 січня 1987 року в Легниці. Проживала у селищі Велика Березовиця — передмісті Тернополя.
Виступає за спортивне товариство «Колос». Перший і теперішній тренер — Ігор Починок, тренер (збірної) — Євген Колупаєв.
Серед спортивних досягнень — золота призерка етапу Кубка світу 2009 р. у Рупольдингу (естафета), бронзова призерка чемпіонату світу серед юніорів та юнаків 2006 р., срібна призерка чемпіонату Європи 2007 р. серед юніорок, золота медалістка у складі естафетної команди чемпіонату Європи 2009 року (м. Уфа, Росія), срібна медалістка у складі естафетної команди чемпіонату Європи 2010 року (місто Отепя, Естонія).
На чемпіонаті світу 2011 року в Ханти-Мансійську здобула «срібло» в естафеті 4х6 км, однак через порушення антидопінгових правил Оксаною Хвостенко Міжнародний союз біатлоністів позбавив українську жіночу естафетну четвірку другого місця в гонці чемпіонату світу з біатлону-2011.
На чемпіонаті світу 2013 року здобула 3 медалі: золоту в спринті, срібну в естафеті і бронзову в гонці переслідування.
Закінчила Тернопільський національний педагогічний університет (викладач фізичної культури і спорту). Аспірантка Львівського державного університету фізичної культури.
7 грудня 2013 року українські біатлоністки здобули «золото» на етапі в Гохфільцені (Австрія); під час нагородження біатлоністки Юлія Джима, сестри Валентина і Віта Семеренки та Олена Підгрушна вигукували «За Майдан». Вболівальники відповіли спортсменкам «Молодці!».
На Олімпіаді в Сочі здобула «золото» в естафетній гонці 4 по 6 км (збірна України виступила у складі Юлії Джими, Віти Семеренко, Валі Семеренко та Олени Підгрушної).
2 лютого 2022 року захворіла на COVID-19 вже в Пекіні, перед відкриттям Олімпійських ігор.
Захоплення — вишивання.

## Особисте життя
З 2013 по 2016 рік була в шлюбі з Олексієм Кайдою, колишнім народним депутатом Верховної Ради України від ВО «Свобода» та головою Тернопільської обласної ради.
У 2021 році вийшла заміж за колишнього лижника, сервісмена збірної України з біатлону, Івана Білосюка. У 2024 році пара розлучилася.
У травні 2025 року вийшла заміж утретє — за військового на ім'я Ростислав. У серпні 2025 року народила сина.

## Олімпійські ігри
| Змагання                                      | Індивідуальна           | Спринт                  | Переслідування          | Мас-старт               | Естафета                | Змішана естафета        |
| --------------------------------------------- | ----------------------- | ----------------------- | ----------------------- | ----------------------- | ----------------------- | ----------------------- |
| XXI Зимові Олімпійські ігри 2010, Ванкувер    | 32                      | 18                      | 21                      | 12                      | 6                       | Н/Д                     |
| XXII Зимові Олімпійські ігри 2014, Сочі       | 8                       | 16                      | 22                      | 7                       | 1                       | —                       |
| XXIII Зимові Олімпійські ігри 2018, Пхьончхан | Не провела жодної гонки | Не провела жодної гонки | Не провела жодної гонки | Не провела жодної гонки | Не провела жодної гонки | Не провела жодної гонки |
| XXIV Зимові Олімпійські ігри 2022, Пекін      | —                       | —                       | —                       | —                       | 7                       | —                       |

З сезону 2012 результати Зимових Олімпійських ігор не зараховуються до загального заліку Кубку світу.

## Виступи на чемпіонатах світу
| Рік  | Місце проведення          | Інд | Спр | Пр  | МС  | Ест | ЗМ |
| ---- | ------------------------- | --- | --- | --- | --- | --- | -- |
| 2009 | Пхьончхан, Південна Корея | 16  | —   | —   | —   | DNF | —  |
| 2011 | Ханти-Мансійськ, Росія    | 24  | 31  | 19  | 24  | DSQ | —  |
| 2012 | Рупольдінг, Німеччина     | 14  | —   | —   | —   | 6   | —  |
| 2013 | Нове Место, Чехія         | 11  | 1   | 3   | 11  | 2   | —  |
| 2016 | Осло, Норвегія            | DNF | 16  | 5   | 18  | 5   | 4  |
| 2017 | Гохфільцен, Австрія       | 10  | 34  | DNS | DNS | 2   | 5  |
| 2020 | Антерсельва, Італія       | —   | 4   | 13  | 24  | 3   | —  |
| 2021 | Поклюка, Словенія         | 43  | 11  | 7   | 12  | 3   | 4  |

## Виступи на чемпіонатах Європи
| Рік   | Місце проведення            | Інд | Спр | Пр  | Ест | ЗМ | СС |
| 2006* | Лангдорф, Німеччина         | 18  | 31  | DNF | —   | 4  | —  |
| 2007* | Бансько, Болгарія           | 5   | 4   | 5   | —   | 2  | —  |
| 2008* | Нове Место-на-Мораві, Чехія | 7   | 4   | 11  | —   | 4  | —  |
| 2009  | Уфа, Росія                  | 9   | —   | —   | 1   | —  | —  |
| 2010  | Отепя, Естонія              | 13  | —   | —   | 2   | —  | —  |
| 2011  | Ріднау-Валь-Ріданна, Італія | 2   | —   | —   | 1   | —  | —  |
| 2012  | Брезно-Осрбліє, Словаччина  | —   | 1   | 1   | 1   | —  | —  |
| 2020  | Раубичі, Білорусь           | —   | —   | —   | —   | —  | 2  |

[*] — юніорські змагання

## Кубок світу
- Дебют у кубку світу — 2 березня 2007 року в спринті в  Контіолагті — 44 місце.
- Перше попадання в залікову зону — 4 грудня 2008 року в індивідуальній гонці в  Естерсунді — 27 місце.
- Перший подіум/перша перемога — 7 січня 2009 року в естафеті в  Обергофі — 1 місце.
- Перший персональний подіум — 1 грудня 2012 року в спринті в  Естерсунді — 2 місце.
- Всього сезонів — 13
- Найвищі місця в рейтингу — 7 (сезон 2015-16); 8 (сезон 2012-13)
- Індивідуальних перемог — 2
- Всього перемог — 6
- Індивідуальних подіумів — 8 (2 золотих, 2 срібних, 4 бронзових)
- Всього подіумів — 26 (6 золотих, 12 срібних, 8 бронзових)

### Подіуми на етапах кубків світу
| Сезон   | Місце проведення                   | Змагання            | Результат |
| ------- | ---------------------------------- | ------------------- | --------- |
| 2008-09 | Обергоф, Німеччина                 | Естафета            | 1         |
| 2012-13 | Обергоф, Німеччина                 | Естафета            | 1         |
| 2012-13 | Нове Место, Чехія — ЧС             | Спринт              | 1         |
| 2013-14 | Гохфільцен, Австрія                | Естафета            | 1         |
| 2015-16 | Рупольдінг, Німеччина              | Естафета            | 1         |
| 2015-16 | Кенмор, Канада                     | Спринт              | 1         |
| 2010-11 | Гохфільцен, Австрія                | Естафета            | 2         |
| 2010-11 | Поклюка, Словенія                  | Змішана естафета    | 2         |
| 2011-12 | Контіолагті, Фінляндія             | Змішана естафета    | 2         |
| 2012-13 | Естерсунд, Швеція                  | Спринт              | 2         |
| 2012-13 | Гохфільцен, Австрія                | Естафета            | 2         |
| 2012-13 | Антгольц — Антерсельва, Італія     | Переслідування      | 2         |
| 2012-13 | Нове Место, Чехія — ЧС             | Переслідування      | 2         |
| 2012-13 | Сочі, Росія                        | Естафета            | 2         |
| 2013-14 | Ансі — Ле Гран Борнан, Франція     | Естафета            | 2         |
| 2015-16 | Преск-Айл, Сполучені Штати Америки | Естафета            | 2         |
| 2016-17 | Гохфільцен, Австрія — ЧС           | Естафета            | 2         |
| 2017-18 | Гохфільцен, Австрія                | Естафета            | 2         |
| 2012-13 | Нове Место, Чехія — ЧС             | Переслідування      | 3         |
| 2013-14 | Естерсунд, Швеція                  | Змішана естафета    | 3         |
| 2013-14 | Обергоф, Німеччина                 | Спринт              | 3         |
| 2015-16 | Естерсунд, Швеція                  | Індивідуальна гонка | 3         |
| 2015-16 | Естерсунд, Швеція                  | Спринт              | 3         |
| 2015-16 | Гохфільцен, Австрія                | Естафета            | 3         |
| 2016-17 | Поклюка, Словенія                  | Естафета            | 3         |
| 2019-20 | Антерсельва, Італія — ЧС           | Естафета            | 3         |
| 2020-21 | Поклюка, Словенія — ЧС             | Естафета            | 3         |

### Місця в кубках світу
| Сезон   | Індивідуальна  | Спринт         | Переслідування | Мас-старт      | Загальний залік |
| ------- | -------------- | -------------- | -------------- | -------------- | --------------- |
|         | Позиція (очки) | Позиція (очки) | Позиція (очки) | Позиція (очки) | Позиція (очки)  |
| 2008-09 | 28 (46)        | 70 (25)        | 52 (29)        | — (0)          | 52 (100)        |
| 2009-10 | 15 (77)        | 31 (112)       | 32 (72)        | 26 (76)        | 29 (346)        |
| 2010-11 | 21 (72)        | 29 (120)       | 26 (88)        | 27 (62)        | 26 (342)        |
| 2011-12 | 10 (82)        | 36 (83)        | 51 (27)        | 30 (48)        | 32 (240)        |
| 2012-13 | 19 (53)        | 8 (305)        | 4 (265)        | 14 (141)       | 8 (764)         |
| 2013-14 | 22 (30)        | 19 (142)       | 35 (85)        | 31 (27)        | 28 (284)        |
| 2014-15 | —              | —              | —              | —              | —               |
| 2015-16 | 12 (73)        | 5 (299)        | 7 (224)        | 7 (158)        | 7 (754)         |
| 2016-17 | 5 (83)         | 37 (81)        | 56 (32)        | 30 (51)        | 33 (247)        |
| 2017-18 | —              | 61 (29)        | 35 (67)        | —              | 52 (96)         |
| 2018-19 | 34 (32)        | 38 (78)        | 67 (14)        | 36 (23)        | 44 (146)        |
| 2019-20 | 67 (1)         | 27 (110)       | 21 (83)        | 27 (59)        | 25 (253)        |
| 2020-21 | 39 (25)        | 35 (90)        | 45 (49)        | 31 (29)        | 39 (193)        |

### Статистика виступів у Кубку світу
| 2020–2021 | Контіолахті | Контіолахті | Контіолахті | Контіолахті | Контіолахті | Гохфільцен | Гохфільцен | Гохфільцен | Гохфільцен | Гохфільцен | Гохфільцен | Обергоф | Обергоф | Обергоф | Обергоф | Обергоф | Обергоф | Антерсельва | Антерсельва | Антерсельва | ЧС Поклюка | ЧС Поклюка | ЧС Поклюка | ЧС Поклюка | ЧС Поклюка | ЧС Поклюка | Нове Место | Нове Место | Нове Место | Нове Место | Нове Место | Нове Место | Естерсунд | Естерсунд | Естерсунд | Підсумки | Підсумки |
| 2020–2021 | Інд         | Спр         | Спр         | Ест         | Пр          | Спр        | Ест        | Пр         | Спр        | Пр         | МС         | Спр     | Пр      | ЗМ      | Спр     | Ест     | МС      | Інд         | МС          | Ест         | ЗМ         | Спр        | Пр         | Інд        | Ест        | МС         | Ест        | Спр        | Пр         | Спр        | Пр         | ЗМ         | Спр       | Пр        | МС        | Очок     | Місце    |
| 2020–2021 | 61          | 10          | 25          | 5           | 41          | —          | 7          | —          | 63         | —          | —          | 53      | 39      | —       | 62      | 8       | —       | 16          | —           | 8           | 4          | 11         | 7          | 43         | 3          | 12         | 4          | 34         | 42         | 88         | —          | —          | 35        | 30        | —         | —        | —        |

| 2019–2020 | Остерсунд | Остерсунд | Остерсунд | Остерсунд | Гохфільцен | Гохфільцен | Гохфільцен | Аннесі | Аннесі | Аннесі | Обергоф | Обергоф | Обергоф | Рупольдінг | Рупольдінг | Рупольдінг | Поклюка | Поклюка | Поклюка | ЧМ Антерсельва | ЧМ Антерсельва | ЧМ Антерсельва | ЧМ Антерсельва | ЧМ Антерсельва | ЧМ Антерсельва | ЧМ Антерсельва | Нове Место | Нове Место | Нове Место | Контіолахті | Контіолахті | Контіолахті | Гольменколлен | Гольменколлен | Гольменколлен | Підсумки | Підсумки |
| 2019–2020 | ЗМ        | Спр       | Інд       | Ест       | Спр        | Ест        | Пр         | Спр    | Пр     | МС     | Спр     | МС      | Ест     | Спр        | Ест        | Пр         | Інд     | ЗМ      | МС      | ЗМ             | Спр            | Пр             | Інд            | ОЗМ            | Ест            | МС             | Спр        | Ест        | МС         | Спр         | Пр          | ЗМ          | Спр           | Пр            | МС            | Очок     | Місце    |
| 2019–2020 | —         | —         | —         | —         | 12         | 4          | 55         | 9      | 12     | 19     | 36      | 6'      | 18      | 40         | 6          | DNS        | 40      | DSQ     | —       | —              | 4              | 13             | —              | —              | 3              | 24             | 49         | 4          | —          | 57          | DNS         | —           | —             | —             | —             | 253      | 25       |

| 2018–2019 | Поклюка | Поклюка | Поклюка | Поклюка | Гохфільцен | Гохфільцен | Гохфільцен | Нове Место | Нове Место | Нове Место | Обергоф | Обергоф | Обергоф | Рупольдінг | Рупольдінг | Рупольдінг | Антерсельва | Антерсельва | Антерсельва | Кенмор | Кенмор | Солджер Голлов | Солджер Голлов | Солджер Голлов | ЧС Остерсунд | ЧС Остерсунд | ЧС Остерсунд | ЧС Остерсунд | ЧС Остерсунд | ЧС Остерсунд | Гольменколлен | Гольменколлен | Гольменколлен | Підсумки | Підсумки | Підсумки |
| 2018–2019 | ЗМ      | Інд     | Спр     | Пр      | Спр        | Пр         | Ест        | Спр        | Пр         | МС         | Спр     | Пр      | Ест     | Спр        | Ест        | МС         | Спр         | Пр          | МС          | Інд    | Ест    | Спр            | Пр             | ЗМ             | ЗМ           | Спр          | Пр           | Інд          | Ест          | МС           | Спр           | Пр            | МС            | Очок     | Місце    |          |
| 2018–2019 | 9       | 15      | 7       | 2       | 2          | DNF        | 8          | 13         | DNF        | 18         | —       | —       | —       | 97         | —          | —          | DNF         | —           | —           | 35     | —      | —              | —              | —              | —            | —            | —            | —            | —            | —            | —             | —             | —             | 146      | 44       |          |

| 2017–2018 | Естерсунд | Естерсунд | Естерсунд | Естерсунд | Естерсунд | Гохфільцен | Гохфільцен | Гохфільцен | Ансі | Ансі | Ансі | Обергоф | Обергоф | Обергоф | Рупольдінг | Рупольдінг | Рупольдінг | Антгольц | Антгольц | Антгольц | ОІ Пхьончхан (*) | ОІ Пхьончхан (*) | ОІ Пхьончхан (*) | ОІ Пхьончхан (*) | ОІ Пхьончхан (*) | ОІ Пхьончхан (*) | Контіолахті | Контіолахті | Контіолахті | Контіолахті | Гольменколен | Гольменколен | Гольменколен | Тюмень | Тюмень | Тюмень | Підсумки | Підсумки | Підсумки |
| 2017–2018 | ОЗМ       | ЗМ        | Інд       | Спр       | Пр        | Спр        | Пр         | Ест        | Спр  | Пр   | МС   | Спр     | Пр      | МС      | Інд        | Ест        | МС         | Спр      | Пр       | МС       | Спр              | Пр               | Інд              | МС               | ЗМ               | Ест              | Спр         | ОЗМ         | ЗМ          | МС          | Спр          | Пр           | Ест          | Спр    | Пр     | МС     | Очок     | Місце    |          |
| 2017–2018 | —         | 10        | 58        | 28        | 9         | 63         | —          | 2          | 49   | 30   | —    | 25      | 17      | 5       | DNF        | —          | —          | —        | —        | —        | —                | —                | —                | —                | —                | —                | —           | —           | —           | —           | —            | —            | —            | —      | —      | —      | 96       | 52       |          |

| 2016–2017 | Остерсунд | Остерсунд | Остерсунд | Остерсунд | Остерсунд | Поклюка | Поклюка | Поклюка | Нове Место | Нове Место | Нове Место | Обергоф | Обергоф | Обергоф | Рупольдінг | Рупольдінг | Рупольдінг | Антхольц | Антхольц | Антхольц | ЧС Гохфільцен | ЧС Гохфільцен | ЧС Гохфільцен | ЧС Гохфільцен | ЧС Гохфільцен | ЧС Гохфільцен | Пхьончхан | Пхьончхан | Пхьончхан | Контіолахті | Контіолахті | Контіолахті | Контіолахті | Холменколен | Холменколен | Холменколен | Підсумки | Підсумки | Підсумки |
| 2016–2017 | ЗМ        | ОЗМ       | Інд       | Спр       | Пр        | Спр     | Пр      | Ест     | Спр        | Пр         | МС         | Спр     | Пр      | МС      | Ест        | Спр        | Пр         | Інд      | МС       | Ест      | ЗМ            | Спр           | Пр            | Інд           | Ест           | МС            | Спр       | Пр        | Ест       | Спр         | Пр          | ОЗМ         | ЗМ          | Спр         | Пр          | МС          | Очок     | Місце    |          |
| 2016–2017 | —         | —         | 13        | 29        | 23        | 15      | 27      | 3       | 46         | 43         | 15         | 7       | DNF     | 16      | 4          | 41         | DNS        | 17       | —        | —        | 5             | 34            | DNS           | 10            | 2             | —             | DNS       | —         | —         | —           | —           | —           | —           | —           | —           | —           | 247      | 33       |          |

| 2015–2016 | Естерсунд | Естерсунд | Естерсунд | Естерсунд | Естерсунд | Гохфільцен | Гохфільцен | Гохфільцен | Поклюка | Поклюка | Поклюка | Рупольдінг | Рупольдінг | Рупольдінг | Рупольдінг | Рупольдінг | Рупольдінг | Антгольц | Антгольц | Антгольц | Кенмор | Кенмор | Кенмор | Кенмор | Преск-Айл | Преск-Айл | Преск-Айл | ЧС Холменколен | ЧС Холменколен | ЧС Холменколен | ЧС Холменколен | ЧС Холменколен | ЧС Холменколен | Ханти-Мансійськ | Ханти-Мансійськ | Ханти-Мансійськ | Підсумки | Підсумки | Підсумки |
| 2015–2016 | ОЗМ       | ЗМ        | Інд       | Спр       | Пр        | Спр        | Пр         | Ест        | Спр     | Пр      | МС      | Спр        | Пр         | МС         | Інд        | Ест        | МС         | Спр      | Пр       | Ест      | Спр    | МС     | ОЗМ    | ЗМ     | Спр       | Пр        | Ест       | ЗМ             | Спр            | Пр             | Інд            | Ест            | МС             | Спр             | Пр              | МС              | Очок     | Місце    |          |
| 2015–2016 | —         | 11        | 3         | 3         | 10        | 14         | 18         | 3          | 42      | DNS     | 6       | 7          | 10         | 5          | 16         | 1          | 15         | 5        | 14       | 9        | 1      | 10     | —      | —      | 14        | 7         | 2         | 4              | 16             | 5              | DNF            | 5              | 18             | 7               | 7               | —               | 754      | 7        |          |

| 2013–2014 | Естерсунд | Естерсунд | Естерсунд | Естерсунд | Гохфільцен | Гохфільцен | Гохфільцен | Ансі | Ансі | Ансі | Обергоф | Обергоф | Обергоф | Рупольдінг | Рупольдінг | Рупольдінг | Антгольц | Антгольц | Антгольц | ОІ Сочі | ОІ Сочі | ОІ Сочі | ОІ Сочі | ОІ Сочі | ОІ Сочі | Поклюка | Поклюка | Поклюка | Контіолахті | Контіолахті | Контіолахті | Холменколен | Холменколен | Холменколен | Підсумки | Підсумки | Підсумки |
| 2013–2014 | ЗМ        | Інд       | Спр       | Пр        | Спр        | Ест        | Пр         | Ест  | Спр  | Пр   | Спр     | Пр      | МС      | Ест        | Інд        | Пр         | Спр      | Пр       | Ест      | Спр     | Пр      | Інд     | МС      | ЗМ      | Ест     | Спр     | Пр      | МС      | Спр         | Спр         | Пр          | Спр         | Пр          | МС          | Очок     | Місце    |          |
| 2013–2014 | 3         | 11        | 12        | —         | 10         | 1          | 21         | 2    | 8    | 10   | 3       | 8       | 14      | 3          | DNS        | —          | —        | —        | —        | 26      | 22      | 8       | 7       | —       | 1       | —       | —       | —       | —           | —           | —           | —           | —           | —           | 284      | 28       |          |

| 2012–2013 | Естерсунд | Естерсунд | Естерсунд | Естерсунд | Гохфільцен | Гохфільцен | Гохфільцен | Поклюка | Поклюка | Поклюка | Обергоф | Обергоф | Обергоф | Рупольдінг | Рупольдінг | Рупольдінг | Антгольц | Антгольц | Антгольц | ЧС Нове Место | ЧС Нове Место | ЧС Нове Место | ЧС Нове Место | ЧС Нове Место | ЧС Нове Место | Холменколен | Холменколен | Холменколен | Сочі | Сочі | Сочі | Ханти-Мансійськ | Ханти-Мансійськ | Ханти-Мансійськ | Підсумки | Підсумки | Підсумки |
| 2012–2013 | ЗМ        | Інд       | Спр       | Пр        | Спр        | Пр         | Ест        | Спр     | Пр      | МС      | Ест     | Спр     | Пр      | Ест        | Спр        | МС         | Спр      | Пр       | Ест      | ЗМ            | Спр           | Пр            | Інд           | Ест           | МС            | Спр         | Пр          | МС          | Інд  | Спр  | Ест  | Спр             | Пр              | МС              | Очок     | Місце    |          |
| 2012–2013 | 10        | 33        | 2         | 5         | 20         | 12         | 2          | 26      | 4       | 25      | 1       | 21      | 14      | 7          | 19         | 10         | 4        | 2        | 5        | —             | 1             | 3             | 11            | 2             | 11            | 5           | DNF         | 5           | 26   | DNF  | 2    | 11              | 17              | 17              | 764      | 8        |          |

| 2011–2012 | Естерсунд | Естерсунд | Естерсунд | Гохфільцен | Гохфільцен | Гохфільцен | Хохфильцен | Хохфильцен | Хохфильцен | Обергоф | Обергоф | Обергоф | Нове Место | Нове Место | Нове Место | Анхтольц | Анхтольц | Анхтольц | Холменколен | Холменколен | Холменколен | Контіолахті | Контіолахті | Контіолахті | ЧС Рупольдінг | ЧС Рупольдінг | ЧС Рупольдінг | ЧС Рупольдінг | ЧС Рупольдінг | ЧС Рупольдінг | Ханти-Мансійськ | Ханти-Мансійськ | Ханти-Мансійськ | Підсумки | Підсумки | Підсумки |
| 2011–2012 | Інд       | Спр       | Пр        | Спр        | Пр         | Ест        | Спр        | Пр         | ЗМ         | Ест     | Спр     | МС      | Інд        | Спр        | Пр         | Спр      | Ест      | МС       | Спр         | Пр          | МС          | Спр         | Пр          | ЗМ          | ЗМ            | Спр           | Пр            | Інд           | МС            | Ест           | Спр             | Пр              | МС              | Очок     | Місце    |          |
| 2011–2012 | 5         | 21        | 23        | 42         | DNS        | 8          | 68         | —          | —          | 8       | 21      | 22      | 26         | 25         | 32         | 14       | 5        | 12       | —           | —           | —           | 46          | LAP         | 2           | —             | —             | —             | 14            | —             | 6             | —               | —               | —               | 240      | 32       |          |

| 2010–2011 | Естерсунд | Естерсунд | Естерсунд | Гохфільцен | Гохфільцен | Гохфільцен | Поклюка | Поклюка | Поклюка | Обергоф | Обергоф | Обергоф | Рупольдінг | Рупольдінг | Рупольдінг | Анхтольц | Анхтольц | Анхтольц | Преск-Айл | Преск-Айл | Преск-Айл | Форт-Кент | Форт-Кент | Форт-Кент | ЧС Ханти-Мансійськ | ЧС Ханти-Мансійськ | ЧС Ханти-Мансійськ | ЧС Ханти-Мансійськ | ЧС Ханти-Мансійськ | ЧС Ханти-Мансійськ | Холменколен | Холменколен | Холменколен | Підсумки | Підсумки | Підсумки |
| 2010–2011 | Інд       | Спр       | Пр        | Спр        | Ест        | Пр         | Інд     | Спр     | ЗМ      | Ест     | Спр     | МС      | Інд        | Спр        | Пр         | Спр      | Ест      | МС       | Спр       | ЗМ        | Пр        | Спр       | Пр        | МС        | ЗМ                 | Спр                | Пр                 | Інд                | МС                 | Ест                | Спр         | Пр          | МС          | Очок     | Місце    |          |
| 2010–2011 | 15        | 34        | 11        | 44         | 2          | 40         | 26      | 11      | 2       | 4       | DNF     | —       | 27         | 19         | 30         | 20       | 8        | 12       | —         | —         | —         | —         | —         | —         | 31                 | —                  | 19                 | 24                 | 24                 | DSQ                | 11          | 17          | 25          | 342      | 26       |          |

| 2009–2010 | Естерсунд | Естерсунд | Естерсунд | Гохфільцен | Гохфільцен | Гохфільцен | Поклюка | Поклюка | Поклюка | Обергоф | Обергоф | Обергоф | Рупольдінг | Рупольдінг | Рупольдінг | Антгольц | Антгольц | Антгольц | ОІ Ванкувер | ОІ Ванкувер | ОІ Ванкувер | ОІ Ванкувер | ОІ Ванкувер | Контіолахті | Контіолахті | Контіолахті | Холменколен | Холменколен | Холменколен | Ханти-Мансійськ | Ханти-Мансійськ | Ханти-Мансійськ | Підсумки | Підсумки |
| 2009–2010 | Інд       | Спр       | Ест       | Спр        | Пр         | Ест        | Інд     | Спр     | Пр      | Ест     | Спр     | МС      | Ест        | Спр        | МС         | Інд      | Спр      | Пр       | Спр         | Пр          | Інд         | МС          | Ест         | ЗМ          | Сп          | Пр          | Спр         | Пр          | МС          | Спр             | Мс              | ЗМ              | Очок     | Місце    |
| 2009–2010 | 10        | 7         | 6         | 36         | DNS        | 9          | 24      | 57      | 40      | 4       | 50      | 19      | —          | —          | —          | 12       | 38       | 31       | 18          | 21          | 32          | 12          | 6           | 6           | 24          | 18          | 21          | 23          | 29          | 33              | 28              | —               | 346      | 29       |

| 2008–2009 | Естерсунд | Естерсунд | Естерсунд | Гохфільцен | Гохфільцен | Гохфільцен | Хохфильцен | Хохфильцен | Хохфильцен | Обергоф | Обергоф | Обергоф | Рупольдінг | Рупольдінг | Рупольдінг | Анхтольц | Анхтольц | Анхтольц | ЧС Пхьончхан | ЧС Пхьончхан | ЧС Пхьончхан | ЧС Пхьончхан | ЧС Пхьончхан | ЧС Пхьончхан | Вістлер | Вістлер | Вістлер | Тронхейм | Тронхейм | Тронхейм | Ханти-Мансійськ | Ханти-Мансійськ | Ханти-Мансійськ | Підсумки | Підсумки |
| 2008–2009 | Інд       | Спр       | Пр        | Спр        | Пр         | Ест        | Інд        | Спр        | Ест        | Ест     | Спр     | МС      | Ест        | Спр        | Пр         | Спр      | Пр       | МС       | Спр          | Пр           | Інд          | ЗМ           | МС           | Ест          | Інд     | Спр     | Ест     | Спр      | Пр       | МС       | Спр             | Пр              | МС              | Очок     | Місце    |
| 2008–2009 | 27        | 57        | 32        | 60         | —          | —          | 63         | 27         | 4          | 1       | —       | —       | 4          | 41         | 31         | —        | —        | —        | —            | —            | 16           | —            | —            | DNF          | 34      | DNS     | 4       | 58       | 51       | —        | 30              | 31              | —               | 100      | 52       |

| 2007–2008 | Контіолахті | Контіолахті | Контіолахті | Гохфільцен | Гохфільцен | Гохфільцен | Поклюка | Поклюка | Поклюка | Обергоф | Обергоф | Обергоф | Рупольдінг | Рупольдінг | Рупольдінг | Антгольц | Антгольц | Антгольц | ЧС Естерсунд | ЧС Естерсунд | ЧС Естерсунд | ЧС Естерсунд | ЧС Естерсунд | ЧС Естерсунд | Пхьончхан | Пхьончхан | Пхьончхан | Ханти-Мансійськ | Ханти-Мансійськ | Ханти-Мансійськ | Холменколен | Холменколен | Холменколен | Підсумки | Підсумки |
| 2007–2008 | Інд         | Спр         | Пр          | Спр        | Пр         | Ест        | Інд     | Спр     | Ест     | Ест     | Спр     | МС      | Ест        | Спр        | Пр         | Спр      | Пр       | МС       | Спр          | Пр           | ЗМ           | Інд          | МС           | Ест          | Спр       | Пр        | ЗМ        | Спр             | Пр              | МС              | Спр         | Пр          | МС          | Очок     | Місце    |
| 2007–2008 | —           | —           | —           | —          | —          | —          | —       | —       | —       | —       | —       | —       | —          | —          | —          | —        | —        | —        | —            | —            | —            | —            | —            | —            | —         | —         | —         | —               | —               | —               | —           | —           | —           | 0        | —        |

| 2006—2007 | Естерсунд | Естерсунд | Естерсунд | Гохфільцен | Гохфільцен | Гохфільцен | Гохфільцен | Гохфільцен | Гохфільцен | Обергоф | Обергоф | Обергоф | Рупольдінг | Рупольдінг | Рупольдінг | Поклюка | Поклюка | Поклюка | ЧС Антгольц | ЧС Антгольц | ЧС Антгольц | ЧС Антгольц | ЧС Антгольц | ЧС Антгольц | Контіолахті | Контіолахті | Контіолахті | Холменколен | Холменколен | Холменколен | Ханти-Мансійськ | Ханти-Мансійськ | Ханти-Мансійськ | Підсумки | Підсумки |
| 2006—2007 | Інд       | Спр       | Пр        | Спр        | Пр         | Ест        | Інд        | Спр        | Ест        | Ест     | Спр     | Пр      | Ест        | Спр        | МС         | Спр     | Пр      | МС      | Спр         | Пр          | Інд         | ЗМ          | Ест         | МС          | Інд         | Спр         | Пр          | Спр         | Пр          | МС          | Спр             | Пр              | МС              | Очок     | Місце    |
| 2006—2007 | —         | —         | —         | —          | —          | —          | —          | —          | —          | —       | —       | —       | —          | —          | —          | —       | —       | —       | —           | —           | —           | —           | —           | —           | DNS         | 44          | 45          | 59          | LAP         | —           | 47              | DNS             | —               | 0        | —        |

| У таблиці відображені місця, зайняті спортсменом у гонках впродовж біатлонного сезону. Інд — індивідуальна гонка Пр — гонка переслідування Спр — спринт МС — мас-старт Ест — естафета ЗМ — змішана естафета |

## Відзнаки

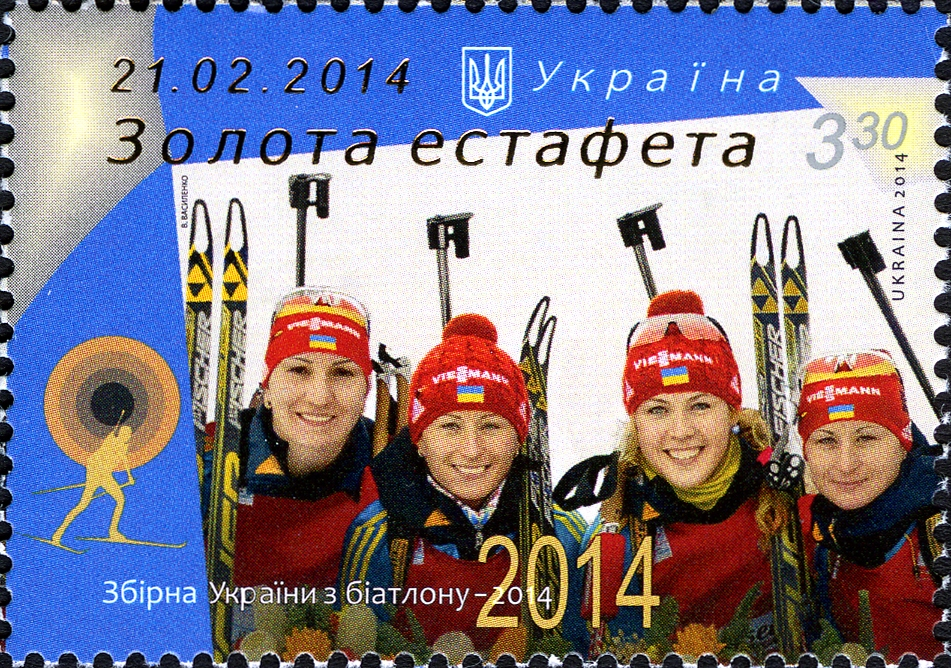
Поштова марка України, 2014

### Державні нагороди
- Орден княгині Ольги I ст. (8 березня 2021) — за значний особистий внесок у соціально-економічний, науково-технічний, культурно-освітній розвиток Української держави, зразкове виконання службового обов'язку та багаторічну сумлінну працю[15]
- Орден княгині Ольги II ст. (23 серпня 2014) — за значний особистий внесок у державне будівництво, соціально-економічний, науково-технічний, культурно-освітній розвиток України, вагомі трудові здобутки та високий професіоналізм[16]
- Орден княгині Ольги III ст. (14 вересня 2013) — за вагомий особистий внесок у розвиток та популяризацію фізичної культури і спорту в Україні, досягнення високих спортивних результатів та багаторічну плідну професійну діяльність[17]
- Відзнака Тернопільської міської ради (2013)
- Лауреат Премії Кабінету Міністрів України за особливі досягнення молоді у розбудові України (2009)[18]

### У філателії
Поштова марка України, спецпогашення 31 січня 2014